# Remete-hegyi 8. sz. barlang
A Remete-hegyi 8. sz. barlang a Duna–Ipoly Nemzeti Parkban lévő Remete-szurdokban található egyik barlang. A Remete-szurdok leghosszabb barlangja.

## Leírás
A Budai Tájvédelmi Körzetben, a Remete-szurdok északi oldalán, a Remete-hegy délkeleti oldalán, Remeteszőlős külterületén, Budapest határához közel, fokozottan védett területen, cserjésben, sziklakibúvásban nyílik a két bejárata. A barlang felső bejáratától a Hét-lyuk legnyugatibb bejárata körülbelül 10 méterre, délnyugatra van. Az alsó bejárat 80 centiméter széles, természetes jellegű, szabálytalan kör alakú és függőleges tengelyirányú. A szűkebb, felső bejárat 70 centiméter széles, 35 centiméter magas, természetes jellegű, ovális alakú és lejtő tengelyirányú. A felső bejárat az alsó bejárat felett körülbelül két méterrel magasabban és 6–7 méter vízszintes távolságra található.
Felső triász, dachsteini mészkőben, gyakorlatilag egy észak–déli irányú, meredek, tektonikus törés mentén, korrózió hatására, karsztvízszint alatti oldódással jött létre. Függőleges jellegű, többszintes barlang. A járataira a hasadék szelvénytípus a jellemző. A morfológiai nagyformái az akna és a gömbfülke. A morfológiai kisformák közül gömbüst keletkezett benne. A barlangban megfigyelhető breccsazóna, ősmaradványok, szalmacseppkő, cseppkőléc, cseppkőbekérgezés, mikrotetaráta, hegyitej, borsókő és a kiválások visszaoldódása is.
Az alsó bejárat egy lefelé táguló, 11–12 méter mély aknába vezet, amely traverzálva járható a gyakorlott barlangjárók számára, de mivel az akna alsó részének nyirkos, nedves a fala, így is javasolt egy kapaszkodókötél használata. Az aknában ujjbegykarrok képződtek. A felső bejáraton át kötél és technikai eszközök nélkül is le lehet jutni a barlang aljára. Az alsó bejárattól déli irányban helyezkedik el egy terem, amelynek a falait nagy mennyiségben borítják barnás és feketés színű, visszaoldott felületű kalcitkérgek, valamint cseppkőlefolyások. A felső bejárattól levezető hasadéknak a felső szinten a főtéje nagy méretű omladéktömbökből áll és a sziklatömbök között a fák hajszálgyökerei a barlangba behatolnak. A lezáratlan barlang vízszintes kiterjedése 20 méter. Engedéllyel és kötéltechnikai eszközök alkalmazásával látogatható.
1984-ben volt először Remete-hegyi 8. sz. barlangnak nevezve a barlang az irodalmában. Előfordul a barlang az irodalmában 8. számú barlang (Horváth, Szunyogh 1971), Nyolcadik-lyuk (Horváth, Szunyogh 1971), Nyolcadik lyuk (Bertalan 1976), Remete-hegyi 8.sz. barlang (Gazda 2004), Remetehegyi 8. sz. barlang (Bertalan 1976) és Zinner Károly-barlang (Bertalan 1971) neveken is. A Zinner Károly-barlang nevet az FTC Barlangkutató Szakosztály tagjai szerették volna adni a barlangnak 1964-ben.

## Kutatástörténet
Az 1877. évi Archaeologiai Értesítőben meg van említve, hogy a Magyar Nemzeti Múzeum régiségtára novemberben gyarapodott 1 (állattól származó) alsó állkapoccsal, 2 csonttal és 3 cseréppel is. Ezeket a leleteket, melyek a budai Remetemária közelében elhelyezkedő sziklaodúból kerültek elő, Lóczy Lajos ajándékozta a múzeumnak. Az 1904. évi Budapest Régiségeiben meg van említve, hogy valószínűleg kőkori tanyahelyek voltak Remetemária sziklaodúi, ahonnan Lóczy Lajos (Régészeti N., 168/1877.) vitt a Magyar Nemzeti Múzeumba durva cserépdarabokat.
Az 1937-ben napvilágot látott, Jablonkay István által írt kiadványban szó van arról, hogy a Remete-szurdok bal oldali falában, a pataktól 50 m-rel (felső szint) és 10 m-rel (alsó szint) magasabban találhatók forrásbarlangok. A felső szinten lévő Remete-hegyi-kőfülkétől fejletlenebb és csúnyább a többi, felső szinten elhelyezkedő forrásbarlang, amelyek a szurdok teljes hosszában megfigyelhetők. Ha egy barlang erózióbázisa lejjebb száll, akkor azt követi a barlang vízrendszere is. Ez pl. úgy történhet, hogy a víz elhagyja a régi átmenőbarlangot és a régi forrásbarlangot, majd a kőzet vékony repedésein lejjebb ereszkedve új barlangrendszert alakít ki. Ebben az esetben új forrásbarlang nyílik a régi alatt, a lesüllyedt erózióbázis új szintjén. A régi felső bejáratot pedig eltömi az ottmaradt karsztbreccsa. A Remete-szurdok bal oldali falában sorakozó elhagyott forrásbarlangok ennek a folyamatnak szép példái. Ezeknek a barlangoknak az erózióbázisa annak a barlangnak a patakja volt, amelynek beszakadásával kialakult a szurdok. A szurdokbarlang patakjának régi, szakaszjelleg-változás előtti magasságát jelzik a felső szint barlangjai.

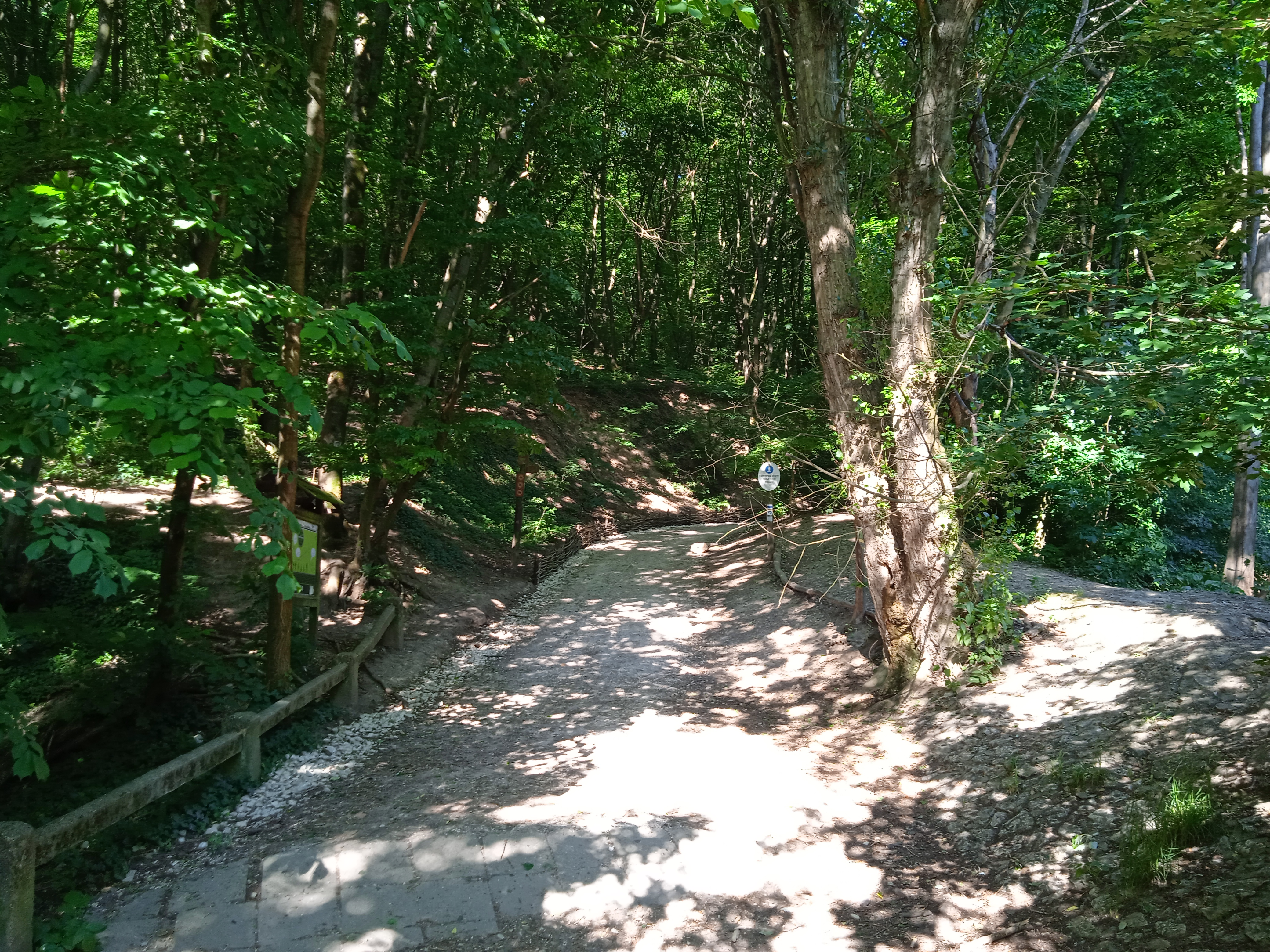
A Remete-szurdokon áthaladó út K-i vége

Az 1942-ben kiadott, Budapest története című könyv Tompa Ferenc által írt fejezetében szó van arról, hogy Rómer Flóris után Nagy Géza is említette, hogy Remetemária sziklaodúiból előkerültek durva cserepek, melyek valószínűleg a csiszolt kőkorszakból származnak. Leél-Őssy Sándor a Magyar Hidrológiai Társaság 1949. március 9-i ülésén tartott egy előadást. Az előadás témája a Hét-lyuk volt. Az előadásban említve volt a Remete-szurdok többi barlangja is. Leél-Őssy Sándor a társaság 1949. november 9-i szakülésén tartott egy előadást, amelyben ismertette a Remete-szurdok barlangjait.
A Hidrológiai Közlöny 1950. évi évfolyamának 3–4. számában megjelent a Leél-Őssy Sándor által 1949. március 9-én tartott előadás szövege. A publikáció címe A remetehegyi Hétlyuk-zsomboly. A tanulmányban szó van arról, hogy a Remete-hegy jelenleg magasan elhelyezkedő, de már száraz, pusztuló forrásbarlangjai a pliocénban és az ópleisztocénban keletkeztek. (Hét-lyuk alatti barlang, Remete-hegyi-kőfülke és még néhány kisebb félbemaradt, illetve felszakadt barlang, valamint forrásüreg.) Ezután a fiatal tektonikus kiemelkedés és az erózióbázis klimatikus eredetű bevágódása miatt lejjebb szállt a Remete-hegy karsztvízszintje is és elkezdtek pusztulni a szárazzá vált barlangok.
Az 1950. évi Hidrológiai Közlöny 11–12. számában publikált, Leél-Őssy Sándor által írt tanulmányból (ez a tanulmány az 1949. november 9-én elhangzott előadás) megtudható, hogy Cholnoky Jenő 1936-ban kiadott könyve szerint a Remete-szurdok egy felszakadt víznyelős barlang. A szurdok oldalában található jelenlegi kis barlangok ennek a felszakadt régi nagy barlangnak a felszakadás miatt lefejezett oldalbarlangjai (barlangi kaptúra). Jablonkay István az 1937-es disszertációjában a szurdok karsztos formáinak kialakulását a Cholnoky Jenő által elképzelt keletkezéssel magyarázza. Láng Sándor 1948-ban megjelent tanulmányában az van írva, hogy a jelenlegi száraz, magasan elhelyezkedő barlangok a fiatal tektonikus kiemelkedésnek és a karsztvízszint lesüllyedésének az eredményei. Leél-Őssy Sándor írása szerint a Remete-hegy oldalában, a máriaremetei szurdok felett a karsztos formákat leginkább barlangok képviselik. Ezek a barlangok kicsik, szárazak és rövidek. Egyetlen kivétellel (Remete-barlang) mind magasan a völgytalp felett vannak, ezért idős, pusztuló barlangok.

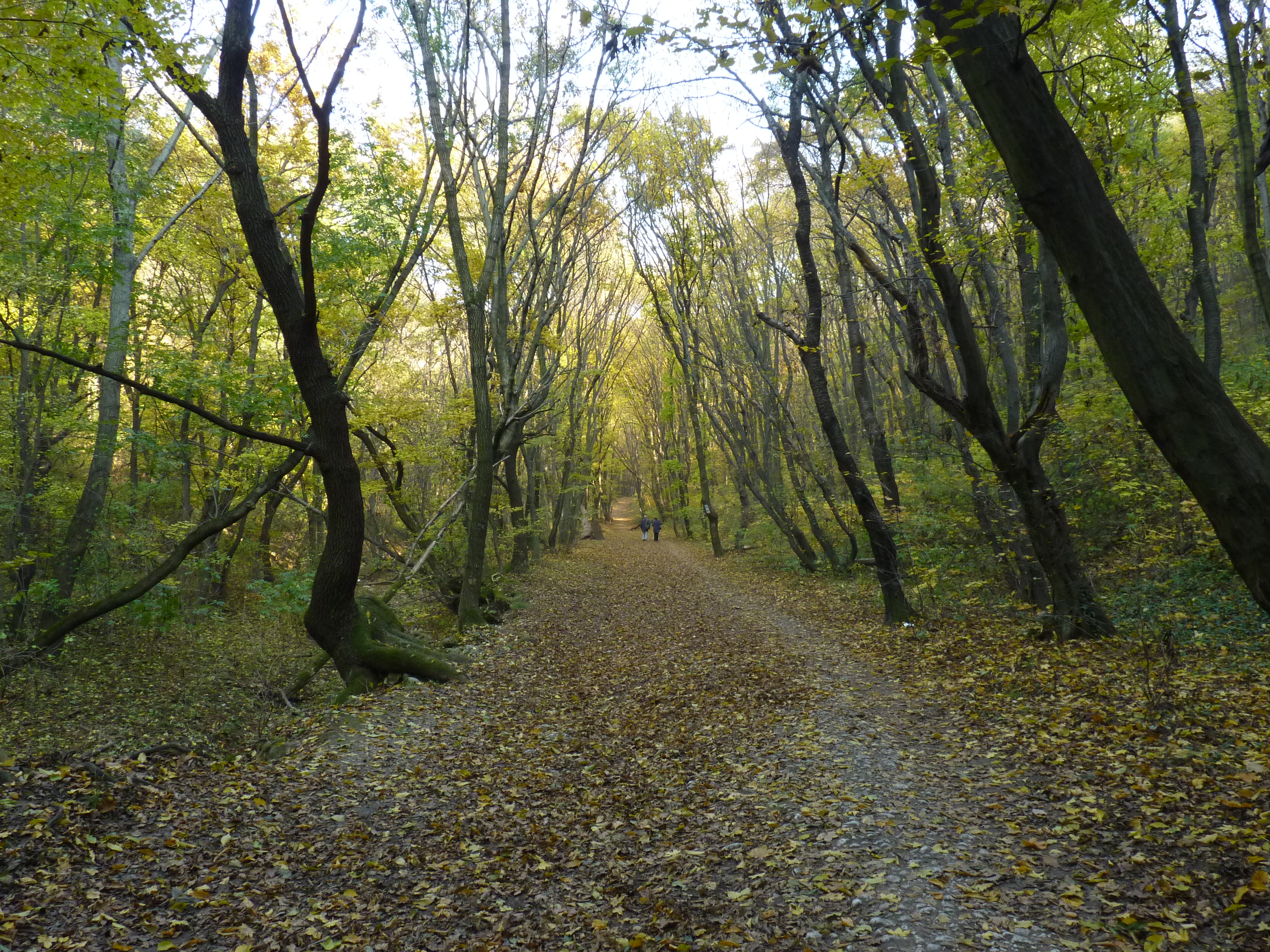
A Remete-szurdok egyik része

A szurdok középső barlangszintjében (ez a szint a völgytalp felett 70 m-re, 340–350 m tszf. magasságban húzódik), a Remete-hegyi-kőfülke, a Remete-hegyi 14. sz. barlang és a Remete-hegyi 10. sz. barlang mellett van néhány kisebb, száraz és rövid, illetve felszakadt forrásbarlang. Ezekkel azonban felesleges részletesen foglalkozni. Minden bizonnyal fel lehet fedezni még néhány barlangot itt szakszerű kutatással és ásatással. A Remete-hegyen nincsenek víznyelők és bújtatóbarlangok, csak D-i oldalán van néhány forrásbarlang és a Hét-lyuk.
Eddig az volt a tudományos álláspont, de még jelenleg is sokan azt gondolják, hogy a Remete-szurdok barlangi felszakadással alakult ki. Úgy látszott, hogy ezt az elképzelést alátámasztják a szurdok É-i oldalában lévő barlangok is. Ezzel szemben Leél-Őssy Sándor úgy vélte, hogy a völgy regresszió miatt keletkezett áttöréses keresztvölgy (diszkordáns völgy). Ennek a nézetnek legdöntőbb bizonyítéka a szurdok É-i oldalában található rövid, száraz forrásbarlangok hármas szintje. Ezek a barlangok nem lefejezett oldalbarlangok és nem bizonyítják a barlangi felszakadást, ahogy azt Cholnoky Jenő gondolta, hanem ellenkezőleg, a fiatal, tektonikus kiemelkedést tanúsítják. A barlangok magasan elhelyezkedése és szárazsága a kiemelkedést bizonyítják, míg a kiemelkedés módjára utal a hármas szint. A kiemelkedés ugyanis nem egyszerre és egy ütemben történt, hanem több ütemű, szakaszos volt a kiemelkedés. A kiemelkedést nyugalmi időszakok szakították meg.

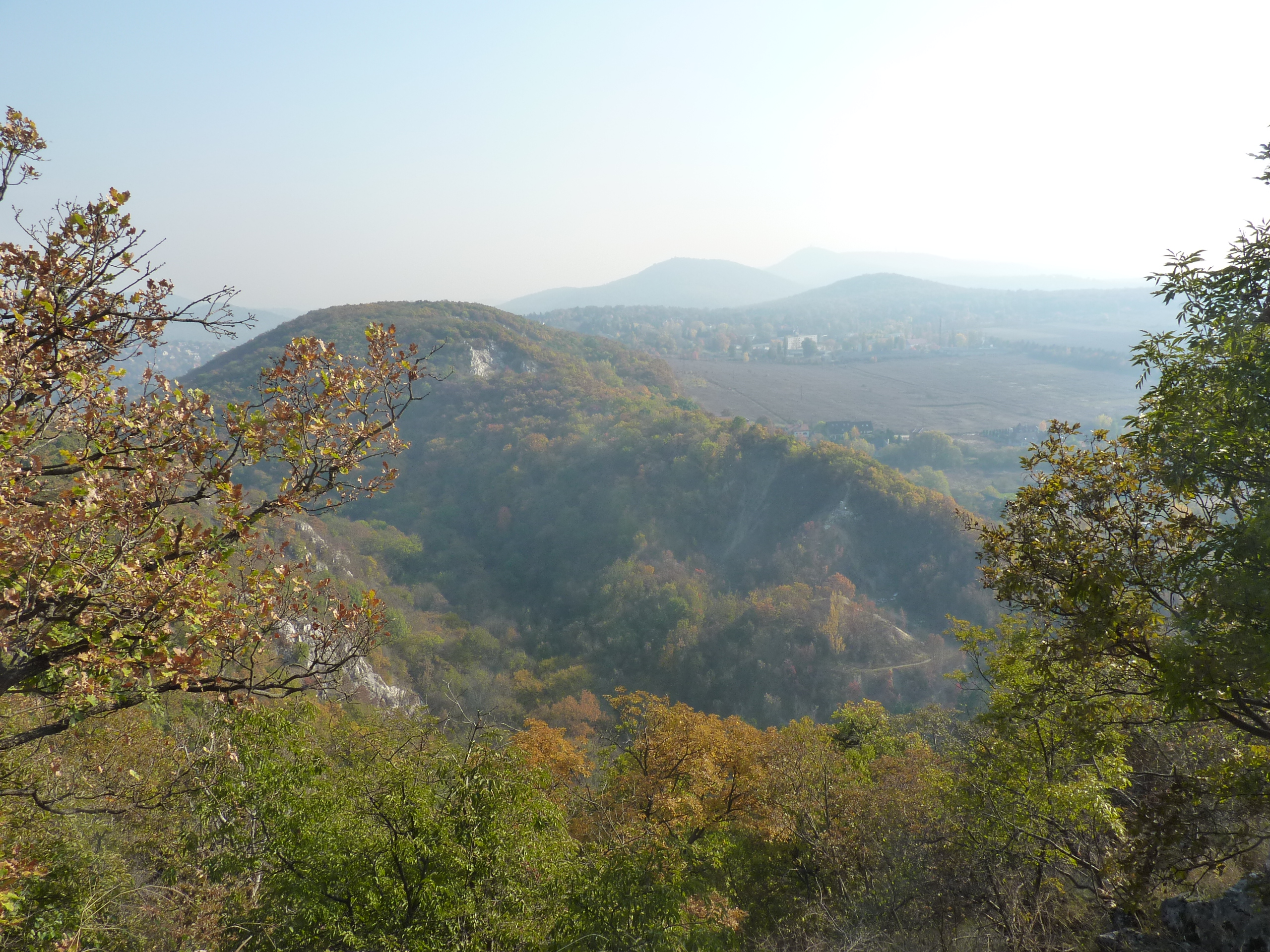
Rálátás a Remete-hegyről a Remete-szurdokra és a Hosszúerdő-hegyre

Az állandó karsztvíz szintje is lejjebb süllyedt minden kiemelkedéskor. Mivel a karsztos forrásbarlangok mindig az állandó karsztvízszint felett jönnek létre, ezért a kiemelkedés miatt fokozatosan süllyedő karsztvízszint egyes nyugalmi helyzeteit jelzik a barlangszintek. Azt mutatja a barlangok rövidsége, hogy nagyon rövid ideig tartottak az egyes nyugalmi időszakok, és az egyes kiemelkedések (geológiai értelemben) nagyon gyorsan végbementek. Mivel napjainkban az állandó karsztvízszint mélyen a szurdok talpa, 260–290 m tszf. magasság alatt, kb. 120–130 m tszf. magasságban húzódik, ezért jelenleg már az összes barlang száraz és pusztul. Minél magasabban találhatók az egyes barlangok, annál idősebbek. A Hét-lyuk anyabarlangja a legidősebb, a Remete-barlang a legfiatalabb. A nagyon meredek lejtők és a rövid barlangok azt a feltételezést támasztják alá, hogy az egész kiemelkedés nagyon fiatal, és legrégibb üteme sem nagyon régen történt.
A barlangszintek a szurdok teraszai, de ebben az esetben csak tektonikus teraszoknak tekinthetők, amelyek a szakaszos kiemelkedés miatt fokozatosan bevágódó völgyfenék régebbi szintjeit jelzik. A barlangok szárazsága és jelenlegi karsztvízszint feletti magasan fekvése hosszú ideig tartó, idősebb kiemelkedést jelent, de fiatalítja a kiemelkedést a barlangok rövidsége. Ugyanis ha gyors a kiemelkedés, akkor magasra emelheti a barlangokat fiatal kiemelkedés is, amelyek nem tudnak eléggé kifejlődni a gyors karsztvízszint-süllyedés miatt. A kiemelkedés három szakaszát jelzi a három barlangszint.
Az 1957. évi Földrajzi Értesítőben megjelent, Leél-Őssy Sándor által írt tanulmányban szó van arról, hogy a Budai-hegységben csak kis méretű karsztos barlangok vannak. Ezek is csak egy helyen: a pesthidegkúti Remete-hegyen, a Máriaremetei-szurdokvölgy oldalában (a nagyon kis méretűektől eltekintve). Az 1957-ben napvilágot látott, Budai-hegyek útikalauz című könyvben meg van említve, hogy a Remete-hegy oldalában több kisebb-nagyobb barlang van. Az 1962-ben kiadott, A barlangok világa című könyv szerint kicsi, de tudományos szempontból jelentős barlangok vannak a Remete-hegy–Zsíros-hegy fennsíkjának DK-i peremén, ahol bevágódott a dachsteini mészkőbe a Máriaremetei-szoros. A Remete-hegyi-kőfülke, a Remete-barlang és a hegyoldalban nyíló többi kisebb üreg valószínűleg egykori forrásbarlangok voltak és lehet, hogy hidrológiai rendszerükhöz kapcsolódott a Hét-lyukból induló vízszintes barlang is.

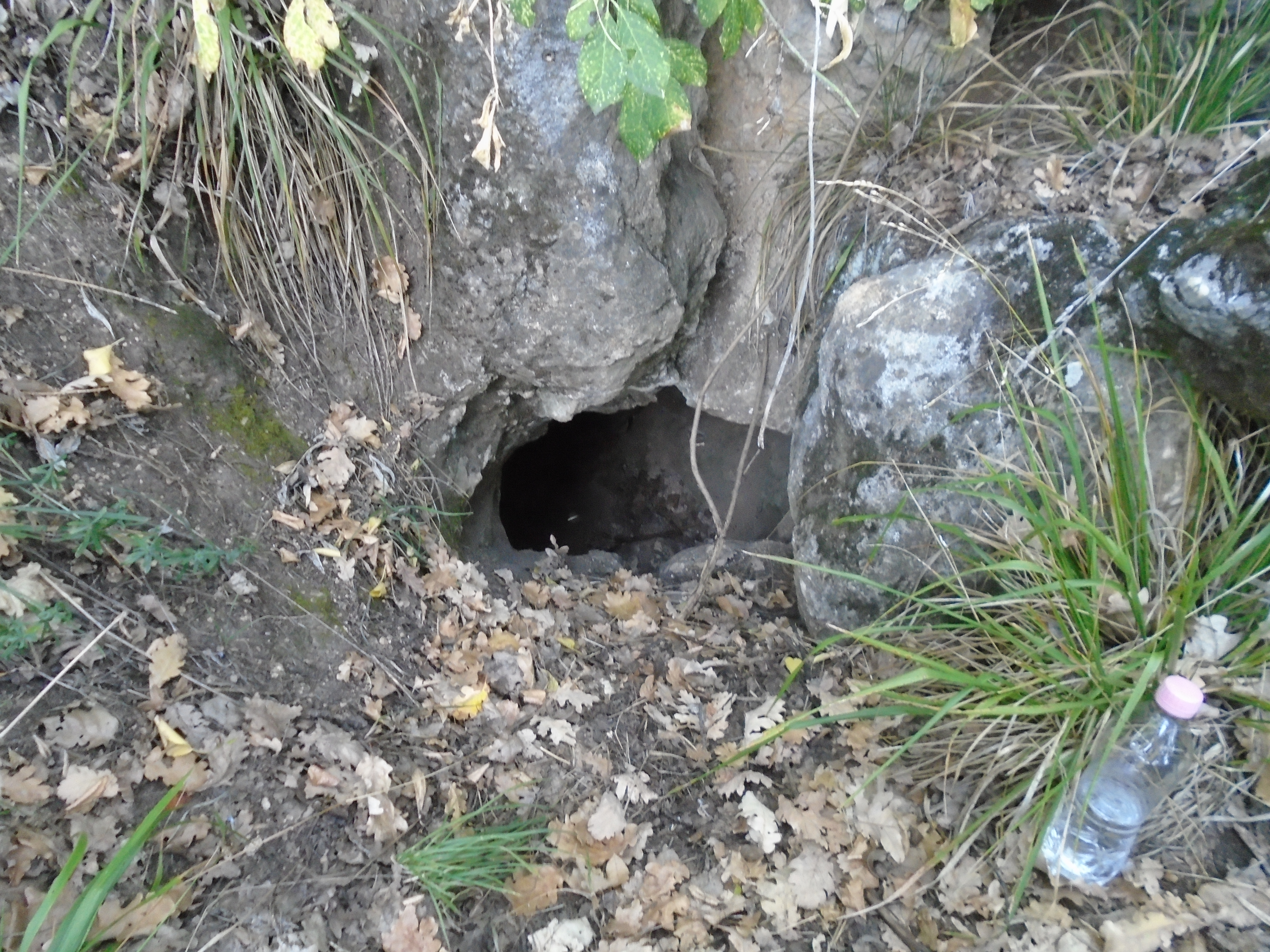
A Remete-hegyi 8. sz. barlang felső bejárata

Az 1964. évi Karszt és Barlangban kiadott, Stefanik György által írt ismertetésben az olvasható, hogy az FTC Barlangkutató Szakosztály tagjai 1964-ben átkutatták és pontosan felmérték a Hét-lyuk nyílásaitól kb. 20–25 m-re található, addig névtelen, tektonikus aknabarlangot a Magyar Karszt- és Barlangkutató Társulat Dokumentációs Szakosztályának, Bertalan Károlynak kérésére. A barlang annak a litoklázis rendszernek folytatása, amelyhez a Hét-lyuk is tartozik. Valószínűleg 1937 előtt ismert volt, mert a falán lévő Gy. J., a H. L. és a B. L. monogramok együtt láthatók egy 1937-es évszámmal. A hágcsóval járható bejárati zsomboly mélysége (a barlang felmérésének adatai szerint) egy törmelékkúp tetejéig 11,2 m, a barlang mélysége pedig 16,1 m. 19,4 m a hosszanti kiterjedése a barlang alsó részének, a barlang pedig kb. 51 m hosszú. Már majdnem eléri a felszínt egy magasra nyúló kürtő úgy, hogy akármikor létrejöhet egy új zsombolybejárat.
Az alsó részén, egy szűk járat végén az omladékból huzat áramlik, amely arra utal, hogy erre még ismeretlen barlangrész található és valószínűleg valahol itt függ össze a Hét-lyukkal. Úgy tudták, hogy a barlangnak nincs neve, ezért javasolták, hogy Zinner Károlyról legyen elnevezve. A publikációhoz mellékelve lett egy fénykép szűk bejáratáról és egy alaprajzi barlangtérkép kilenc keresztmetszettel, amelyek közül az egyik keresztmetszet a felfelé harapódzó kürtők függőleges hosszmetszet barlangtérképe is, valamint a kiadványban látható egy hosszmetszet barlangtérkép a barlangról és egy keresztmetszet barlangtérkép a felfelé harapódzó kürtőkről.

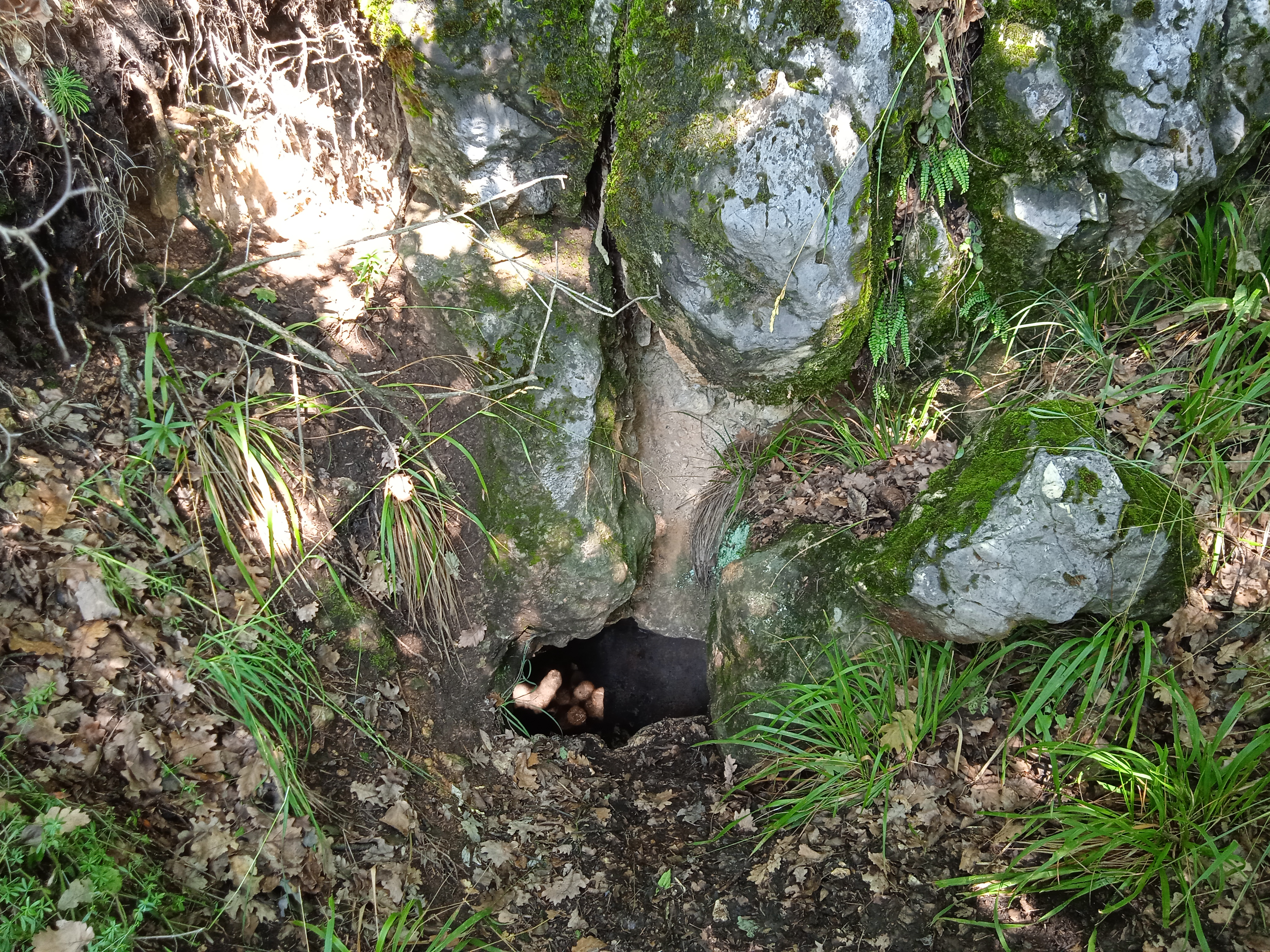
A Remete-hegyi 8. sz. barlang felső bejárata

Az 1965. évi Karszt- és Barlangkutatási Tájékoztatóban szintén megjelent a jelentés, de a barlangot bemutató fénykép és a barlang térképei nélkül. A jelentés szerzője Balázs Dénes. Az 1966-ban megjelent, Budai-hegység útikalauz című kiadvány szerint a Remete-szurdok régen valószínűleg hatalmas barlang volt. Az egykori ősbarlang maradványai, oldalágai jelenleg is láthatók a Remete-hegy sziklás oldalában. A Remete-hegy oldalában nyíló barlangoknak nagy a tudományos értéke. A barlangok három szintmagasságban helyezkednek el és régi forrásbarlang mindegyik. Ezek az emeletek a Remete-hegy kiemelkedésével egyszerre egyre mélyebbre ereszkedő karsztvíz régi szintjét jelzik. A barlangok dachsteini mészkőben vannak és főleg tektonikus hasadékok mentén keletkeztek. A Remete-szurdok mindegyik barlangja nagyon pusztul és eltömődik. A völgy É-i oldalában öt barlang van (a Hét-lyuk, a Remete-hegyi-kőfülke, a Remete-barlang, a Remete-hegyi 10. sz. barlang és a Remete-hegyi 14. sz. barlang). Bertalan Károly szerint a Hét-lyuktól délnyugati irányban 10–15 m-re van egy nyolcadik járat, amely egy egy méter átmérőjű nyílás.
A Ferencvárosi Természetbarát Sportkör Barlangkutató Csoport öt tagja (Szunyogh Gábor, Frecska József, Kelenc Béla, Ferber László, Horváth Ferenc) 1970-ben felmérte a Remete-hegyi 8. sz. barlangot. A barlang felszínét Vukov Péter mérte fel. Horváth János (a felmérések adatainak felhasználásával) ellenőrzőmérést végzett, majd megszerkesztette a barlang felszíni környezetének térképét, amelyen a barlangbejárat rajza is látható. Ekkor megrajzolta a barlang alaprajz térképét, hosszmetszet térképét és 6 keresztszelvény térképét, illetve a barlang bejárati részének hosszmetszet térképét. Az alaprajz térképen megfigyelhető 5 keresztszelvény (a–a', b–b', c–c', e–e', f–f') elhelyezkedése a barlangban. A hosszmetszet térképen megfigyelhető 5 keresztszelvény (az f–f' keresztszelvény nem) elhelyezkedése a barlangban. A térképlapon jelölve van az É-i irány. A barlangnak, a hosszmetszet barlangtérképek alapján, egy bejárata van, amely kb. 3 m hosszú.

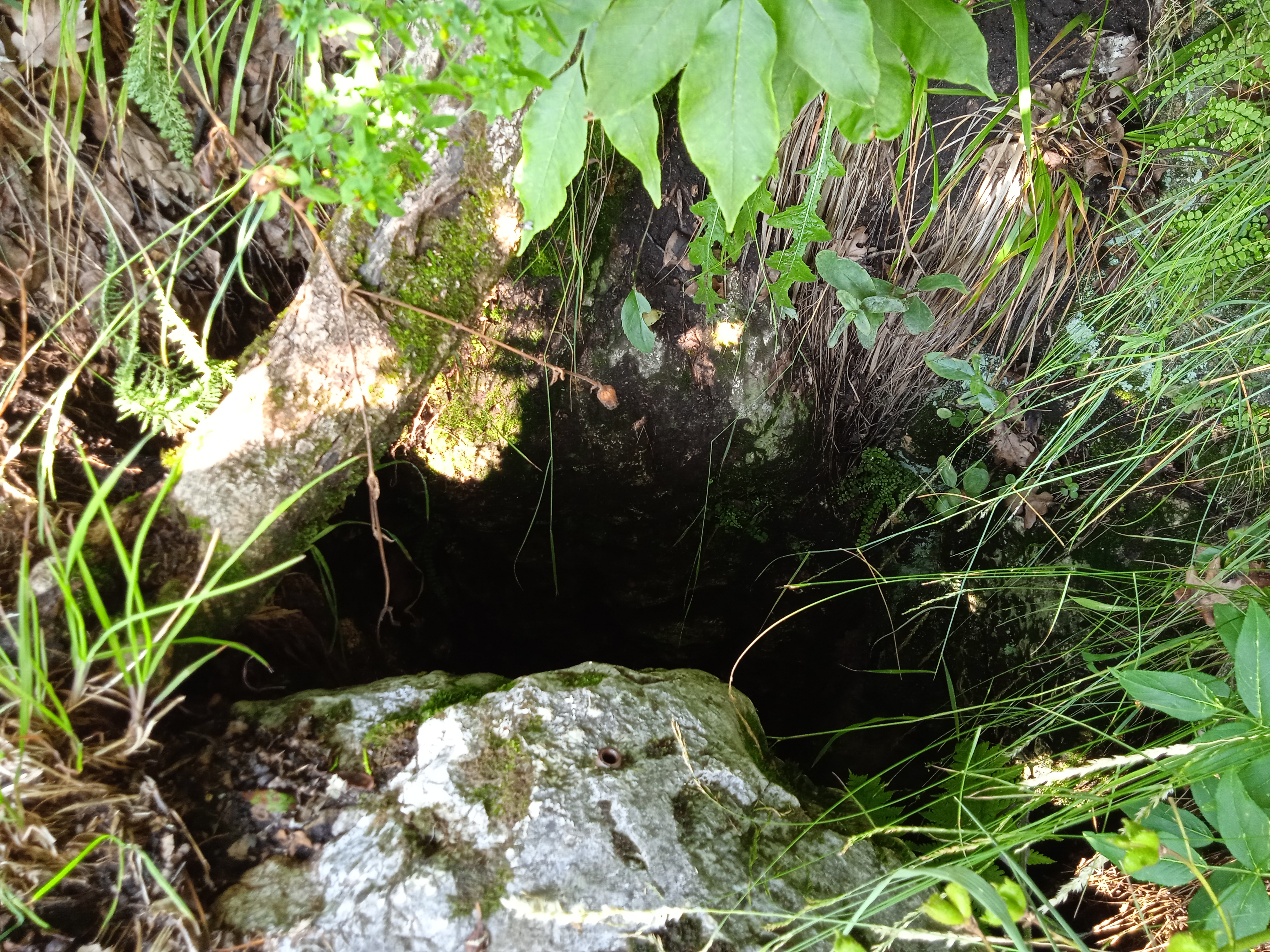
A Remete-hegyi 8. sz. barlang alsó bejárata

A Karszt és Barlang 1971. évi évfolyamában kiadott beszámolóban, amely a Remete-szurdoknak és barlangjainak 1970. évi térképezését ismerteti, az olvasható, hogy az Ördög-árok patakja, mielőtt Budapestre belépne, meredek sziklafalak között, a festői szépségű Szurdok-völgyön tör át. Ezek a sziklafalak sok üreget, barlangot rejtenek magukban. A Ferencvárosi Természetbarát Sportkör barlangkutató szakosztálya 1970. július 12. és 19. között tartott egy térképezőtábort azért, hogy a völgy összes üregét felmérje, illetve pontosan meg legyen határozva a barlangok egymáshoz viszonyított földrajzi elhelyezkedése. A szakosztály tagjai, a tábor utáni ellenőrzőmérésekkor és felszíni mérésekkor, a nagyobb barlangokon kívül még négy kis barlangot mértek fel a teljesség kedvéért. A Szurdok-völgyben 12 ismert és felmért, barlangnak tekinthető természetes üreg van. A völgy bal oldalában nyílik mindegyik.
A Nyolcadik-lyuk térképe 1964-ben készült el a Hét-lyuktól független felméréssel. A Hét-lyukat és a Nyolcadik-lyukat különálló barlangokként kezelték az 1970. évi felméréskor. A publikációban megjelentek a barlang 1970-ben készült térképei. A tanulmányban látható a máriaremetei Remete-szurdok térképvázlata, amelyet az FTSK Barlangkutató Csoport 1970-ben rajzolt. Jelölve van a Remete-hegyi 8. sz. barlang földrajzi elhelyezkedése ezen a helyszínrajzon, amelyen Nyolcadik-lyuk a neve. A szöveges rész szerint Ny-ról K-i irányba számozva a Remete-szurdokban lévő barlangokat, sziklabordák szerint a dombgerincet alkotó III. sziklaborda keleti oldalában, körülbelül 380 m tengerszint feletti magasságban, a hegytetőhöz közel, a Hét-lyuk nagy felszakadásától kissé lejjebb, 20 m-re, D-i irányban, egy fa gyökérzete mellett nyílik és a Hét-lyukkal együtt a Remete-hegy addig ismert, legmagasabban nyíló barlangrendszerét alkotják.

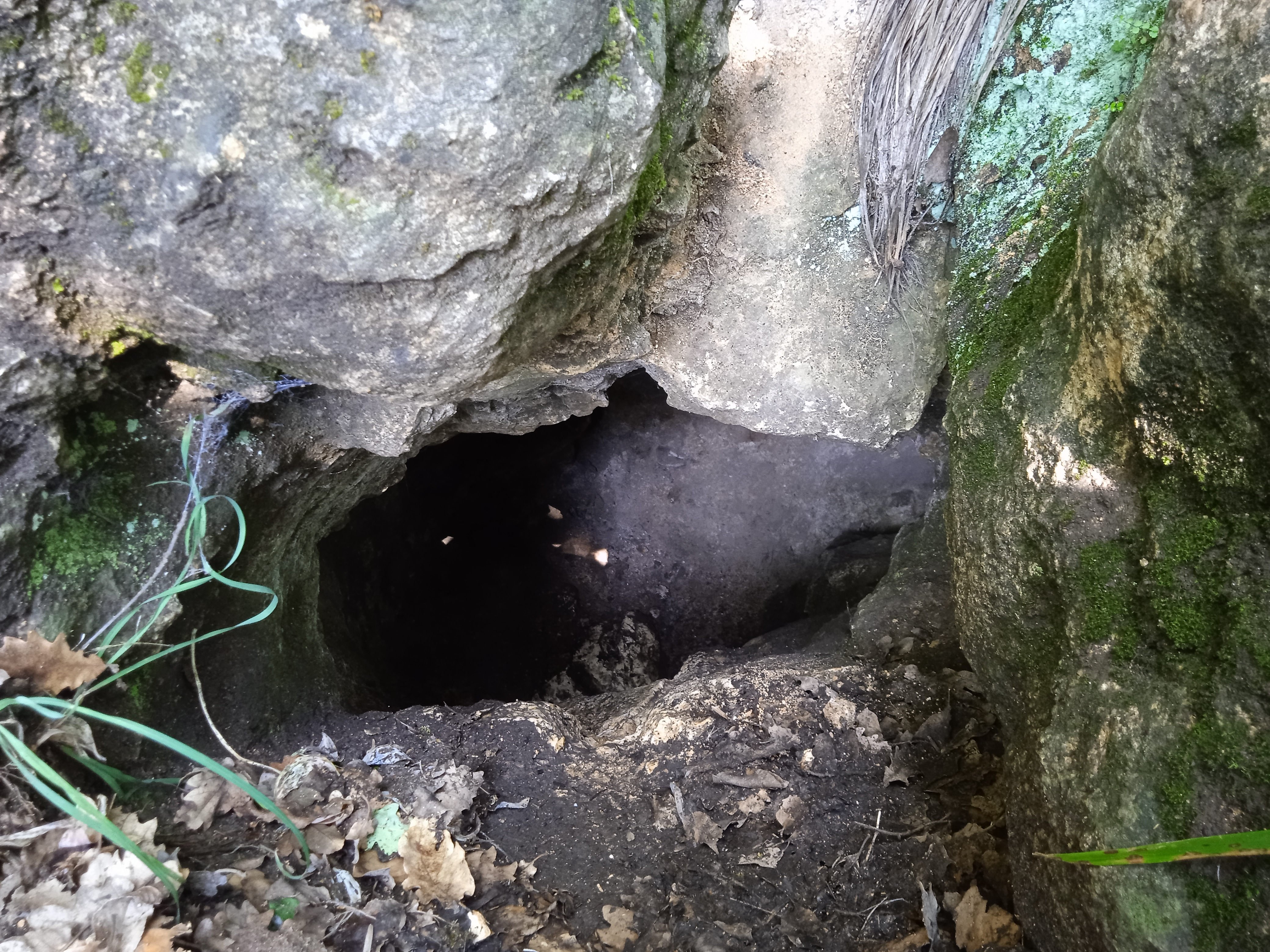
A Remete-hegyi 8. sz. barlang felső bejárata közelről fényképezve

A III. kőborda 8. számú barlangja. Folyosójának biztos a szerkezeti összefüggése a Hét-lyuk rendszer alsó, még ismeretlen járataival, de a két barlang legközelebbi ismert járatai 11 méterre vannak egymástól és a Nyolcadik-lyuk felszakadása, valamint a felfedezése nemrég történt, ezért különálló barlangokként kezelték a Hét-lyukat és a Nyolcadik-lyukat. Az emberderéknál alig szélesebb, függőleges bejárati akna 11 méter mély és kitágul alsó részén. A keskeny, agyagos aljzatú folyosó a domblejtő felé, délnyugati irányban hat méter hosszú és gyökérzet figyelhető meg végének felső részén.
Az aknától egy szűk kúszójárat vezet északi irányba, az alsó járatrészbe. Ez a rész 7,5 méter hosszú, átlagosan másfél méter széles és falain korróziós formák figyelhetők meg, valamint a nyugati oldalán lévő hasadékkal néhány kis ablak köti össze. A másik oldalán egy oldott kis fülkéből egy három méter magas és szűk kürtő emelkedik. A járatrész felső végének legmagasabb pontja 11 méter magasan van a talp felett, kétszintes és nyolc méterre közelíti meg a felszínt. Ez alatt a keskeny hasadék alatt, a talpszinttől, amely durva omladékkal kitöltött egy sáros és szűk kúszóág vezet egy kis méretű, agyagos és alacsony fülkébe. A fülke a járatnak az a része, amely a Hét-lyukat legjobban megközelíti. A fülkében huzat érezhető és ez alapján hasadékrészek, vagy szabad folyosó közelsége feltételezhető. A Karszt és Barlang 1971. évi évfolyamában található egy Bertalan Károly által készített összeállítás a remete-hegyi barlangok irodalmáról, amelyben ez a barlang is szerepel.
A Bertalan Károly által írt, 1976-ban befejezett kézirat szerint a Remete-hegyen, 380 m tengerszint feletti magasságban, a Hét-lyuk felszakadásától D-re, 20 m-re nyílik. Szűk aknanyílása egy ösvény mellett, egy fa gyökerei között van és csak közelről vehető észre. Az aknabarlang 11 m mély. 7,5 m-es hasadék É-i irányban. Egy kürtőrendszer, amely 8 m-re közelíti meg a felszínt. A Remete-hegyi 8. sz. barlangban, a Hét-lyuk felé huzat érezhető. A Remete-hegyi 8. sz. barlang nem járható felszerelés nélkül, életveszélyes. A barlangot bemutató ismertetés két publikáció alapján íródott.

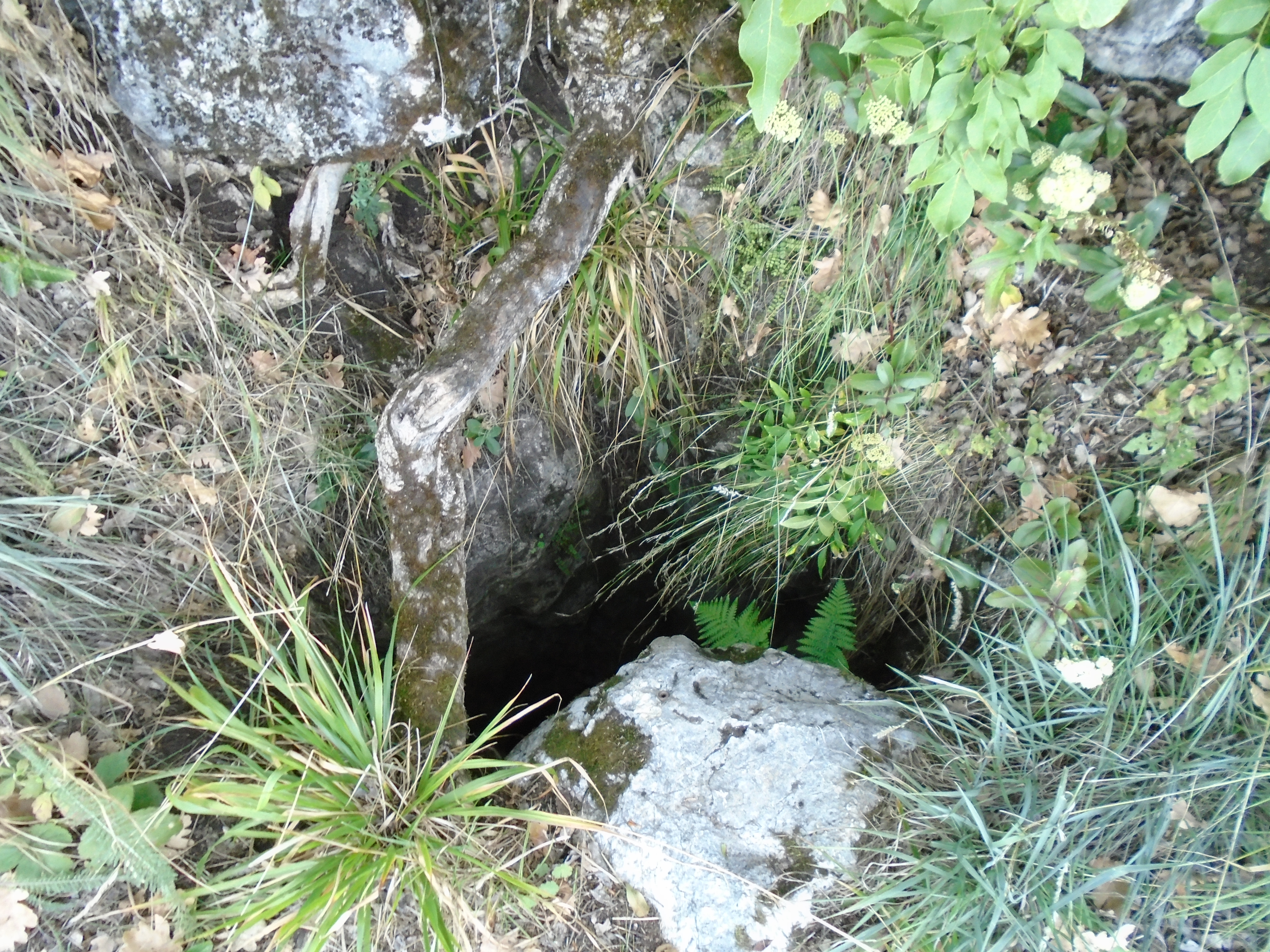
A Remete-hegyi 8. sz. barlang alsó bejárata

Az 1982-ben megjelent, Budai-hegység útikalauz című kiadványban az van írva, hogy a Remete-hegy oldalában nyíló barlangok nagy tudományos értéket képviselnek. A Remete-szurdokban, de főleg annak É-i oldalában, a Remete-hegy dachsteini mészkövének tektonikus hasadékai mentén sok barlangot hozott létre a hegy fokozatos kiemelkedésével együtt egyre mélyebbre leszálló karsztvíz. Ezek a jelenleg már kivétel nélkül pusztuló, szenilis és eltömődő barlangok a hegyoldalban különböző szintmagasságokban találhatók. A völgytalphoz közel lévők a fiatalabbak, a magasabban húzódók az idősebbek. Ezek a barlangok ugyanis a hegy kiemelkedésével egyre alacsonyabbra szálló karsztvíz akkori szintjét jelzik, amikor keletkeztek az egyes barlangok. 20-nál több barlang van a Remete-szurdokban.
A felszínről lefelé menő nyolc kürtőből áll a Hét-lyuk barlangcsoport, amelynek hét nyílása volt korábban ismert. Nem mindegyik üregéből lehet átmenni a másikba, de a barlangcsoport üregei ugyanahhoz a nagyon lepusztult rendszerhez tartoznak, valamint egyik legösszetettebb karsztjelensége a Remete-szurdoknak a barlangcsoport. A Hét-lyukról szóló leírás további részében a Hét-lyuk barlangcsoport hét kürtője van ismertetve, a nyolcadik nincs. A Budai-hegység barlangjainak földrajzi elhelyezkedését szemléltető helyszínrajzon látható a Remete-szurdok barlangjainak földrajzi elhelyezkedése. A Remete-barlang felett lévő sziklafalban húsznál több kisebb-nagyobb üreg van. A Remete-hegy Remete-szurdok felőli oldala meredek, sziklás és sok barlang található benne.
Az 1984-ben kiadott, Magyarország barlangjai című könyv országos barlanglistájában szerepel a Budai-hegységben lévő barlang (Remete-hegyi 8. sz. barlang, Nyolcadik-lyuk, Zinner Károly-barlang). A listához kapcsolódóan látható a Dunazug-hegység barlangjainak földrajzi elhelyezkedését bemutató, 1:500 000-es méretarányú térképen a barlang földrajzi elhelyezkedése.
A Magyarország Régészeti Topográfiája sorozat 1986-ban megjelent, A budai és szentendrei járás című kötetében, a 12/6. sz. lelőhely (remete-hegyi Alsó- és Felső-barlang) ismertetésében szó van arról, hogy az Ördög-árok szurdokvölgyének É-i oldalán emelkedő Remete-hegy D-i meredek, néhány helyen sziklás lejtőjén van néhány kis barlang. Régészeti leletek ezek közül az Alsó-barlangból, a Felső-barlangból és a Remete-hegyi Zsombolyból  kerültek elő. Ezek gyakran budapesti barlangokként vannak bemutatva az irodalomban a főváros közelsége miatt. 1877-ben Lóczy Lajos ajándékozott a Magyar Nemzeti Múzeumnak 3 cserepet és állatcsontokat, amelyeket a budai Remetemária közelében elhelyezkedő sziklaodúban talált (MNM 168/1877. 1–4.).
A Bekey Imre Gábor Barlangkutató Csoport 1997 szeptemberében a Hétlyuk-zsomboly üregcsoportjának nyolcadik, különálló lyukában, az akna aljánál lévő falon függeszkedő kis patkósdenevért észlelt. A 2004. augusztus 25-én készült, Gazda Attila által írt barlang nyilvántartólapjában a barlang részletesen le van írva. A leírás szerint 76 méter hosszú, 18 méter függőleges kiterjedésű, 18 méter mély, nincs magassága, 20 méter vízszintes kiterjedésű, amelyek becsült adatok, és szabadon látogatható. A Duna–Ipoly Nemzeti Park Igazgatóság adatai szerint az M0-s autóút nyugati szektor, 10-es főút – 1-es főút közötti tervezett szakasz A változatának nyomvonala 100 méterre közelíti meg a barlangot.

## További irodalom
- Cholnoky Jenő: Magyarország földrajza. (Föld és élete 6.) 1936.
- Láng Sándor: Karszttanulmányok a Dunántúli Középhegységben. Hidrológiai Közlöny, 1948. (28. köt.) 1–4. füz.